# ويليام بارسونز
ويليام بارسونز (بالإنجليزية: William Parsons)‏ ـ (17 يونيو 1800 ـ 31 أكتوبر 1867 هو فلكي بريطاني شيد العديد من تلسكوبات بما في ذلك التلسكوب الذي شيده سنة 1845 وكان قطره 72 بوصة، وظل معروفًا بأنه أكبر تلسكوب في العالم حتى مطلع القرن العشرين. باستخدام هذا التلسكوب صنف بارسونز العديد من مجرات الكون.
ولد في يورك وأتم تعليمه العالي في جامعة أكسفورد وورث قلعة بيير بعد وفاة والده
اكتشف الطبيعة الدوامية لبعض سديم والتي تعرف اليوم بالمجرات الحلزونية وأول مجرة حلزونية حددها كانت مجرة الزوبعة أو م51 كما سمى سديم السرطان باسمه الحالي.
شغل بارسونز منصب رئيس الجمعية الملكية بين عامي 1848 و1854.

## روابط خارجية
- ويليام بارسونز على موقع الموسوعة البريطانية (الإنجليزية)